# منصر الرويسي
منصر الرويسي، ولد بمدينة دقاش في 9 سبتمبر 1940، رجل سياسي تونسي.

## تكوينه
درس منصر الرويسي تعليمه العالي بمدينة تولوز الفرنسية، حيث أحرز على الإجازة في علم الاجتماع، ثم التحق بباريس حيث أحرز على دبلوم في الديمغرافيا العامة من معهد الديمغرافيا التابع لجامعة باريس وعلى شهادة الدكتوراه في علم الاجتماع من جامعة باريس 5 - ديكارت. وقد سنحت الفرصة لحضور دروس ومحاضرات عدد من المفكرين الفرنسيين أمثال آلان توران وبيار بورديو وريمون آرون وجورج غورفيتش وجاك بارك.

## مساره المهني
عاد إلى تونس عام 1966 لينضم إلى مركز الدراسات والبحوث الاقتصادية والاجتماعية بتونس، وقد نشر آنذاك عدة أبحاث ودراسات، كما نشر أطروحته للمرحلة الثالثة تحت عنوان «واحة بالجنوب التونسي، محاولة في التاريخ الاجتماعي» (1973)، وكتابه «السكان والمجتمع في المغرب العربي» (1977)، ثم أرسلته الأمم المتحدة في مهمة بثلاثة عشر شهرا إلى سوريا ثم أرسلته في مهمة إلى المغرب فيما بين 1980 و1983.

## في السياسة
كان ضمن أفواج اليساريين الذين التحقوا بنظام بن علي، وقد اتخذه مستشارا له وصاحبه في زيارته إلى فرنسا عام 1988 ثم إلى الأمم المتحدة عام 1989. وفي انتخابات 1989 عينه مديرا لحملته الانتخابية ثم سماه وزيرا للشؤون الاجتماعية إلى عام 1991 ثم عينه وزيرا للثقافة لمدة ثمانية أشهر، ثم عينه وزيرا مستشارا لدى رئاسة الجمهورية، وفي جوان 1992 عينه وزيرا للتشغيل والتكوين المهني واستمر في منصبه إلى 23 جانفي 2001 لينتقل بعدها إلى وزارة التربية واستمر في منصبه إلى 25 أوت 2003.
وفي 29 سبتمبر 2003 سمي سفيرا بفرنسا واستمر في منصبه إلى 7 ماي 2005، وعين في جويلية 2005 عضوا في مجلس المستشارين، ثم ترأس الهيئة العليا لحقوق الإنسان والحريات الأساسية منذ 26 جانفي 2007، وكان في نفس الوقت عضو اللجنة المركزية للحزب الحاكم التجمع الدستوري الديمقراطي من جويلية 2003 إلى ما بعد الثورة.

## بعد الثورة
سمي في 17 جانفي 2011 عضوا في «حكومة الوحدة الوطنية» التي ترأسها محمد الغنوشي، غير أن الضغط الشعبي من أجل عزل الوزراء التجمعيين جعل الرويسي يستقيل من التجمع يوم 20 جانفي 2011 ووقعت تنحيته من الحكومة يوم 27 جانفي 2011. وفي شهر جوان 2011 أحيل على التحقيق بتهمة استغلال موظف لصفته لإستخلاص فائدة لنفسه أو لغيره لا وجه لها والإضرار بالإدارة ولكن أبقي في حالة سراح.